# 2093 Genichesk
2093 Genichesk eller 1971 HX är en asteroid i huvudbältet som upptäcktes den 28 april 1971 av den ryska astronomen Tamara Smirnova vid Krims astrofysiska observatorium på Krim. Den har fått sitt namn efter den ukrainska staden Henitjesk. I vilken dess upptäckare föddes.
Asteroiden har en diameter på ungefär 8 kilometer och den tillhör asteroidgruppen Flora.